# GSC5975-784
GSC5975-784 — хімічно пекулярна зоря спектрального класу Sr, що має видиму зоряну величину в смузі V приблизно 10,2.

## Пекулярний хімічний вміст
Зоряна атмосфера GSC5975-784 має підвищений вміст 
Cr
.